# Rafael Serrano
Rafael Serrano Fernandez (* 15. Juli 1987) ist ein ehemaliger spanischer Radrennfahrer.
Rafael Serrano wurde 2005 spanischer Vizemeister im Einzelzeitfahren der Juniorenklasse. In der Saison 2007 wurde er nationaler Zeitfahrmeister der U23-Klasse und nahm an der Straßenweltmeisterschaft in Stuttgart am U23-Zeitfahren teil, wo er den 17. Platz belegte. 2008 und 2009 fuhr Serrano für das Professional Continental Team Grupo Nicolás Mateos-Murcia. Im Jahr 2010 gewann er für Heraklion Kastro-Murcia je eine Etappe der Azerbaïjan Tour und der Tour de Beauce.

## Erfolge
2007
- Spanischer Meister – Einzelzeitfahren (U23)

2010
- eine Etappe Azerbaïjan Tour
- eine Etappe Tour de Beauce

## Teams
- 2007 Saunier Duval-Prodir (Stagiare)
- 2008 Contentpolis-Murcia
- 2009 Contentpolis-AMPO
- 2010 Heraklion Kastro-Murcia